# Poecilobactris militaris
Poecilobactris militaris là một loài bọ cánh cứng trong họ Cerambycidae.